# Roman Sadnik
Roman Sadnik (* 26. Februar 1963 in Wien) ist ein österreichischer Opernsänger (Tenor).
Sadnik absolvierte zunächst eine Schauspielausbildung, bevor er sich für den Sängerberuf entschied. Er studierte Gesang an der Musikhochschule Wien bei Kammersänger (KS) Walter Berry. Anschließend setzte er seine Studien mit Privatunterricht bei KS Hugh Beresford fort. Nach Abschluss seiner Ausbildung wurde er mit Beginn der Spielzeit 1989/90 direkt an das Opernstudio der Wiener Staatsoper verpflichtet. Im November 1989 wirkte er am Opernstudio der Wiener Staatsoper in der Uraufführung der Oper Die Blinden von Beat Furrer mit. Im April/Mai 1990 sang er an der Wiener Staatsoper in der Oper Die Soldaten. 1991 sang er in einer Produktion des freien Wiener Musiktheaterensembles „Jugendstiltheater“, die im Theatersaal auf dem Gelände des Psychiatrischen Krankenhauses am Steinhof uraufgeführt wurde, den Creon in Medea. 1992 trat er beim Laxenburger Kultursommer auf, wo er den „gewandt pfiffigen“ Diener Peppo (im Original: Martino) in der Rossini-Oper L’occasione fa il ladro mit „markant kraftvollem Baßbariton ausgezeichnet“ sang. In der Spielzeit 1992/93 übernahm er am Landestheater Innsbruck den Hauptmann Sulpice in einer Neuinszenierung der Donizetti-Oper Die Regimentstochter (Regie: Kirsten Harms). In der Spielzeit 1992/93 sang er außerdem am Theater Biel-Solothurn die Baßbariton-Partie des Mustafa Bey in der Rossini-Oper L’italiana in Algeri. 
In den 1990er Jahren bis etwa 2000/2001 arbeitete Sadnik hauptberuflich als Schauspiellehrer und Gesangslehrer in Wien. In der Spielzeit 1996/97 übernahm er an der Bayerischen Staatsoper München die Rolle des Zirkusdirektors Springer in einer Neuinszenierung der Oper Die verkaufte Braut (Regie: Thomas Langhoff). Nach seinem Fachwechsel sang Sadnik anfangs im Rollenfach des „Lirico Spinto“. Über den „Jugendlich-Dramatischen Tenor“ erweiterte er sein Repertoire schließlich bis zum Heldentenor.
2002 sang er am Opernhaus Kiel die Titelrolle in der Oper Cyrano de Bergerac von Franco Alfano. 2003 war er am Opernhaus Kiel als Don Cesar in der selten gespielten Oper Donna Diana von Emil Nikolaus von Reznicek zu hören. Im Sommer 2005 sang er beim „Opernfestival Gut Immling Chiemgau“ auf Gut Immling die Partie des Cavaradossi in Tosca. Im Sommer 2006 gastierte er beim Festival d’Aix-en-Provence; er sang den Ersten Geharnischten in Mozarts Oper Die Zauberflöte. Im Mai 2007 gab er als Menaldo Negroni in Franz Schrekers Oper Die Gezeichneten sein Debüt an der Nederlandse Opera in Amsterdam. Im Sommer 2007 sang er beim Musikfestival Steyr die Rolle des Jean Valjean in dem Musical Les Misérables. In der Spielzeit 2008/09 debütierte Roman Sadnik an der Wiener Volksoper als Rittmeister Othmar Brandstetter in der Oper Kehraus um St. Stephan von Ernst Krenek, einer Koproduktion mit den Bregenzer Festspielen. Diese Rolle wiederholte er dort in der Saison 2009/10. Am Landestheater Niederbayern übernahm er 2009 die Titelrolle in Verdis Oper Otello. In der Saison 2009/10 sang er an der Opéra de Lyon (Maler/Neger in Lulu), in Amsterdam (De Nederlandse Opera; Nick in La fanciulla del West), an der Mailänder Scala (als Maler/Neger), am Opernhaus Danzig (Titelrolle in Tristan und Isolde) und am Teatro Massimo Bellini in Catania (als Aegisth in Elektra). Bei den Wiener Festwochen war er im Juni 2010 ebenfalls der Maler in Lulu (Regie: Peter Stein).
Im September 2010 sang er erstmals die Doppelpartie von Mephistopheles/Agrippa von Nettesheim in Sergej Prokofjews Oper Der feurige Engel im Concertgebouw Amsterdam. In der Spielzeit 2010/11 sang er am Opernhaus Bonn die Partie des Grafen Heinrich in Franz Schrekers Oper Irrelohe. In der Saison 2010/11 übernahm er die Titelpartie in Parsifal am Teatro Massimo Bellini in Catania und beim Tallinn Festival (August 2011). Im März/April 2011 war er an der Mailänder Scala in Mozarts Die Zauberflöte als Erster Geharnischter zu hören.
In der Spielzeit 2011/12 gastierte er u. a. als Tannhäuser am Opernhaus Bremen, als Der Bucklige in Die Frau ohne Schatten an der Mailänder Scala (März 2012, Dirigent: Marc Albrecht) und im April/Mai 2012 als Laca in Jenůfa am Nationaltheater Zagreb. Im Juni/Juli 2012 sang er an der Bayerischen Staatsoper in München den Tambourmajor in Wozzeck, auch bei den Münchner Opernfestspielen.
Im März 2013 sang er am Grand Theatre von Bordeaux den Herodes in Salome; im Mai/Juni 2013 folgte Tristan am Theater Magdeburg. Im September 2013 sang er beim Bruckner-Festival in Linz den Elis in Franz Schrekers Oper Der Schatzgräber. Auch in der Spielzeit 2013/14 sang er im Oktober 2013 den Tambourmajor an der Bayerischen Staatsoper. Im Januar 2014 gab er sein Debüt an der Opéra Bastille als Nick in Puccinis La Fanciulla del West; seine Partnerin als Minnie war Nina Stemme. Im Frühjahr 2014 gastierte er in Tokio, als Tambourmajor (März/April 2014); außerdem war er Cover für Paul in Die tote Stadt (Februar/März 2014). Im Juni 2014 sang er die Rolle des Burgvogts Schweiker von Gundelfingen in zwei konzertanten Aufführungen von Richard Strauss’ Einakter Feuersnot an der Wiener Volksoper.
Im Sommer 2014 sang er bei den Salzburger Festspielen den Wirt in Richard Strauss’ Oper Der Rosenkavalier unter der musikalischen Leitung von Franz Welser-Möst; diese Partie wiederholt er auch im Sommer 2015 bei den Salzburger Festspielen.
Im November 2014 sang er die Partie des Tichon in Katja Kabanowa am Mährisch-Schlesischen Nationaltheater in Ostrava. Im März 2015 gab er am Theater Freiburg sein szenisches Rollendebüt als Paul in Die tote Stadt. 2015 sang er an der Oper Bonn den Herodes in Salome. Im November 2015 gab er sein Debüt als Mephistopheles/Agrippa von Nettesheim am Teatro Colón in Buenos Aires.
Sadnik ist auch als Konzertsänger tätig. Hier sang er insbesondere die Tenor-Partien in Gustav Mahlers Das Lied von der Erde und in dessen 8. Sinfonie, sowie das Verdi-Requiem in Hamburg und München. Sadnik wirkte bei verschiedenen CD-Produktionen mit. Es liegen Live-Mitschnitte der Opern Cyrano de Bergerac und Donna Diana aus dem Opernhaus Kiel vor. Außerdem hat er die Missa dalmatica von Franz von Suppè (2010) aufgenommen.